# Suhairi Sabri
Suhairi Sabri (* 23. April 1996 in Singapur), mit vollständigen Namen Suhairi bin Sabri, ist ein singapurischer Fußballspieler.

## Karriere
Suhairi Sabri erlernte das Fußballspielen in der National Football Academy sowie in der Reservemannschaft des Erstligisten Warriors FC. Von 2018 bis 2019 stand er bei Home United unter Vertrag. Die Mannschaft spielte in der ersten singapurischen Liga, der Singapore Premier League. 2018 wurde er mit Home Vizemeister. 2019 gewann er mit dem Verein den Singapore Community Shield. Gegen Albirex Niigata (Singapur) siegte man im Elfmeterschießen mit 5:4. Für Home stand er zwölfmal in der ersten Liga auf dem Spielfeld. Im Februar 2020 wechselte er zum Ligakonkurrenten Tanjong Pagar United.

## Erfolge
Home United
- Singapore Community Shield: 2019